# Lycoriella polychaeta
Lycoriella polychaeta là một ruồi trong họ Sciaridae, thuộc chi Lycoriella. Loài này được Pettey miêu tả khoa học đầu tiên năm 1918.